# 佐藤祐四
佐藤 祐四（さとう ゆうし、1955年5月4日 - ）は、日本の男性俳優。新潟県出身。

## 来歴
新潟県立村上高等学校卒業。舞台芸術学院卒業。大駱駝館を経て、青年座研究所卒業（3期）。1979年4月に劇団青年座に入団。

## 人物
趣味は乗馬、読書、水彩画。

## 出演作品

### テレビドラマ
- 大河ドラマ（NHK）
  - 翔ぶが如く（駅役人）
  - 葵 徳川三代（土御門泰重）
  - 武蔵 MUSASHI（さとの亭主）
- 新・半七捕物帳 第4話「結び文」（1997年、NHK）- 甲州屋番頭
- 金曜スーパープライム 1000年後に残したい…報道映像（2011年12月23日）
  - 「メルトダウン 〜福島第一原発 あのとき何が〜」（東京電力幹部） ※再現ドラマ
- 白と黒
- ハンチョウ〜神南署安積班〜 第3シリーズ（伸彦）
- VISION-殺しが見える女-（香川）
- 炎の警備隊長・五十嵐杜夫
- TEAM -警視庁特別犯罪捜査本部-（住吉貞男）

### 映画
- 嵐が丘
- 陰獣
- 北斎漫画

### 舞台
- 美しきものの伝説（澤田正二郎）
- 悔しい女
- 世阿弥
- 殺陣師段平（澤田正二郎）
- 時の筏を漕ぎゆけば
- ハロルドとモード
- 評決－昭和三年の陪審裁判（弁護士）
- フユヒコ（大河内正親）
- ブンナよ、木からおりてこい（百舌）
- 本郷菊富士ホテル
- 夢・桃中軒牛右衛門の

### テレビアニメ
- マシンロボ クロノスの大逆襲（1986年、ルビーマン）
- それいけ!アンパンマン（1995年、砂の魔王）
- 魔法のステージ ファンシーララ（1998年、チーフディレクター）
- 最終兵器彼女（2002年、ヒデ）
- ヒートガイジェイ（2002年、アイザック）
- 蒼天航路（2009年、陳登）
- 超訳百人一首 うた恋い。（2012年、喜撰法師[4]）
- LUPIN the Third -峰不二子という女-（2012年、軍服の男[5]）
- 銀の匙 Silver Spoon（2013年、馬喰）

### OVA
- ブラック・ジャック（1993年、軍の幹部）
- 銀河英雄伝説外伝 叛乱者（2000年、アラヌス・ザイデル）
- 茄子 スーツケースの渡り鳥（2007年、ギルモア）

### 劇場アニメ
- 茄子 アンダルシアの夏（2003年、ギルモア）
- 名探偵コナン 沈黙の15分（2011年、北ノ沢ダムの職員）

### 吹き替え

#### 洋画
- 愛の地獄
- オズ はじまりの戦い
- カオス
- 崖っぷちの男
- カル
- キャプテン・アメリカ/ザ・ファースト・アベンジャー
- キル・ボクスン
- クライ・ベイビー（ベルヴェデーレ・リケッツ）
- 九龍帝王 ゴッド・オブ・クーロン
- ザ・シューター/極大射程（ジャック・ペイン）
- C-16
- 戦火の馬（パーキンス〈ジョフ・ベル（英語版）〉）
- ターミナル（ベニー・ゴルソン）※ソフト版
- チョコレート
- ツーリスト
- ドライヴ（バーニー・ローズ〈アルバート・ブルックス〉）※ソフト版
- パイレーツ・オブ・カリビアン/ワールド・エンド（マーサー）
- ピースメーカー
- ヒーロー/靴をなくした天使 ※ソフト版
- ホワイト・オランダー（判事）
- ミッション: 8ミニッツ（ハズミ〈キャス・アンヴァー〉）
- 女神の見えざる手（ジョージ・デュポン〈サム・ウォーターストン〉）
- 勇気あるもの
- ローラーボール ※テレビ東京版
- ワルキューレ（アドルフ・ヒトラー〈デヴィッド・バンバー〉）
- ワンダーウーマン（ヒンデンブルク〈ライナー・ボック〉[6]）

#### 海外ドラマ
- ER緊急救命室
  - シーズンVIII #15（ケビン）
  - シーズンX #3（凶暴な患者）
- インジャスティス 〜法と正義の間で〜
- キリング・イヴ/Killing Eve シーズン1（ジェローム）
- クリミナル・マインド4 FBI行動分析課（ブルーナー）
- ケネディ家の人びと
- シティーハンター in Seoul（チェ・ウンチャン）
- 私立探偵ハリー（ピール）
- 天才少年ドギー・ハウザー（ロジャー）
- TWO WEEKS（ハン・チグク）
- 24 -TWENTY FOUR-（テッド・パッカード（シーズン3）、オマー（シーズン4）、グラハム・バウアー（シーズン5-6））
- トータル・リコール2070（ケリー）
- 根の深い木 〜世宗大王の誓い〜
- バビロン5（アルフレッド・ベスター）
- 薔薇の名前（ヴェナンツィオ〈グリエルモ・ファヴィーラ〉[7]）
- フォーリング スカイズ
- ミス・マープル4 殺人は容易だ（ホートン少佐）
- 名探偵モンク
- リ・ジェネシス バイオ犯罪捜査班

#### 海外アニメ
- スパイダーマン（ジェイソン・フィリップ・マッキンデイル・Jr./ボブゴブリン）
- マダガスカル